# حكومة جينيفر
حكومة جينيفر (بالإنجليزية: Jennifer Government) هي رواية عام 2003 من تأليف ماكس باري، تدور أحداثها في واقع بديل حين تهيمن الشركات القوية وتحالفات الشركات على معظم الدول في الأمريكتان وأوقيانوسيا، حيث تكون سلطة الحكومة محدودة للغاية. كانت الرواية المرشحة النهائية لجائزة كامبل في عام الأهلية، لكنها لم تفز، وأدرجت في قائمة نيويورك تايمز السنوية للكتب البارزة. تمت إعادة تسمية الرواية من حكومة جينيفر إلى لوغولاند في طبعاتها الألمانية والإيطالية. وفي نسختها البرازيلية تمت إعادة تسميتها إلى EU S / A، وهو اختصار Estados Unidos Sociedade Anônima، والذي تُترجم تقريبًا إلى شركة الولايات المتحدة.
للمساعدة في الترويج للرواية، أنشأ باري لعبة متصفح بعنوان حكومة جينيفر: نيشن ستيتس (تم اختصارها لاحقًا إلى نيشن ستيتس). في اللعبة، يتخذ اللاعبون خيارات مستوحاة من الرواية وتؤثر على الاقتصاد والمجتمع والثقافة في بلدانهم. تم إطلاق نيشن ستيتس إلى جانب الكتاب ولا تزال نشطةً اعتبارًا من عام مارس 2022.

## الضبط
في الحاضر البديل تصور الرواية استيلاء الولايات المتحدة على جميع أمريكا الشمالية والجنوبية (باستثناء كوبا) وهيمنتها على جنوب أفريقيا والمملكة المتحدة وأيرلندا وأيسلندا والهند واليابان ومختلف دول جزر المحيط الهادئ، والفلبين وكوريا الجنوبية وتايوان وتايلاند وميانمار وإندونيسيا و(مؤخرًا) أستراليا ونيوزيلندا. يقال إن روسيا تابعة للولايات المتحدة ولكنها ليست مستوعَبة بالكامل، ولا يتم توضيح ما إذا كانت روسيا تنتمي بالفعل إلى الولايات المتحدة أم لا. ومع وجود الكثير من الأراضي في سوق واحدة، أصبحت التجارة الدولية غير ضرورية، وبالتالي تعزل الولايات المتحدة نفسها عن البلدان التي لم تستحوذ عليها بعد. صارت اللغة الرسمية لجميع المقتنيات في الولايات المتحدة «الأمريكية»، والمعروفة سابقًا بالإنجليزية الأمريكية. لم تعد اللغة الإنجليزية البريطانية واللهجات المرتبطة بها موجودة.

خريطة الكتل التجارية في عالم حكومة جينيفر.
دول الكتلة التجارية بقيادة الولايات المتحدة
كتل تجارية من خارج الولايات المتحدة.
أسواق مجزأة

تتبنى الولايات المتحدة «الرأسمالية»، وهي شكل من أشكال الدولة الحارسة التي تلغي الضرائب وتخصخص الحكومة، مما يجعل الحكومة غير قادرة على كتابة قوانين جديدة أو حتى إجراء انتخابات. لا يزال رئيس الولايات المتحدة يحتفظ بقيادة القوات المسلحة، ولكنه في الواقع شخصية رمزية. القضاء يتعامل فقط مع القضايا التي تنتهك «الدستور الجديد». ونتيجةً لذلك، فإن النشاط الرئيسي للحكومة هو منع العدوان الأجنبي وتطبيق القوانين الدستورية. يمكن أيضًا حل الجرائم، لكن ميزانية الحكومة لا تغطي التحقيقات إلا إذا دفعت الضحية أو أسرة الضحية ثمنها.
يأخذ الأشخاص أسماء الشركات التي توظفهم كأسماء عائلة، ويضع الأشخاص الذين يعملون في وظيفتين واصلات اسم، على سبيل المثال «جوليا نايك ماكدونالدز». إن موظفو الحكومة، بما في ذلك شخصية عنوان الرواية، يأخذون لقب الحكومة. تتم رعاية المدارس والسيطرة عليها من قبل الشركات، مثل ماكدونالدز وماتيل. يتم إعطاء الأطفال الذين يذهبون إلى المدرسة اسم الشركة الراعية كلقب، بين قوسين مع ألقاب والديهم، على سبيل المثال «كيت ماتيل (الحكومة)». ومع أنه تم الكشف عن القليل من المنهج الدراسي، إلا أنه يعني ضمنيًا أن العديد من الدروس عبارة عن دعاية مؤسسية.
حصلت منظمتان سابقان غير مؤسستين على قوة كبيرة: الشرطة والاتحاد القومي للأسلحة. الشرطة هي مزيج من وكالات إنفاذ القانون والمرتزقة، ولا تشارك في النزاعات إلا عندما تتعاقد مع الأطراف المعنية. أصبحت الاتحاد القومي للأسلحة منظمة مرتزقة كاملة مقابل أجر، قادرة على نشر قوة عسكرية كاملة التجهيز.
تنتمي معظم الشركات إلى أحد ائتلافين ضخمين (تحت ستار «برامج الولاء»)، وهما: تحالف الولايات المتحدة وTeam Advantage اللذان يتنافسان بشدة مع بعضهما البعض. يشمل أعضاء التحالف الأمريكي نايك وIBM وبيبسي وماكدونالدز والاتحاد القومي للأسلحة. يشمل أعضاء Team Advantage الشرطة وإكسون موبيل وبرغر كينغ وآبل.
تشمل الجوانب البارزة الأخرى لمجتمع الولايات المتحدة الدفع المسبق قبل إرسال خدمات الطوارئ، وإلغاء الرعاية الاجتماعية، وإلغاء الضوابط التنظيمية الكاملة للأسلحة، والمخدرات المشروعة المباعة في محلات السوبر ماركت، والطرق المملوكة للقطاع الخاص مع فرض رسوم.

## القصة
جون نايك، نائب رئيس تسويق حرب العصابات، يتعاقد مع هاك نايك، وهو موظف أخرق وساذج من المستوى المنخفض، لتنفيذ مخطط تسويق سري طموح وغير أخلاقي. يخطط جون لزيادة الاهتمام بأحذية نايك ميركوري القادمة من خلال جعل هاك يقتل الأشخاص الذين يحاولون شرائها، بهدف جعل الأحذية تبدو مرغوبة لدرجة أن العملاء يقتلون بعضهم البعض للحصول عليها. وقّع هاك العقد دون قراءته. وعندما اكتشف أن الأمر يتطلب منه ارتكاب جريمة قتل، يقوم بالتعاقد من الباطن على المخطط مع الشرطة، وهي الآن منظمة مرتزقة، في محاولة للحفاظ على وظيفته (التي تتطلب الوفاء بالعقد) دون الاضطرار إلى تحمل مسؤولية القتل.
بعد مقتل العديد من الأطفال في مختلف متاجر نايك في يوم الافتتاح، تأخذ حكومة جينفر على عاتقها تعقب الجناة، حتى لو لم تتمكن من الحصول على التمويل اللازم لتحقيقها. اشترى إحدى الأطفال المقتولين الحذاء بالمال الذي قدمه له باي ميتسوي، وهو سمسار بورصة فرنسي غني بالمال بعد نجاحه المهني الأخير. وبسبب شعوره بالمسؤولية الشخصية عن وفاة الفتاة، ينضم باي إلى جينفر.
في الوقت نفسه، تصنع فيوليت (صديقة هاك) فيروسًا خطيرًا على الكمبيوتر، وتعتزم بيعه لمن يدفع أكثر. لقد نجحت في بيعه لشركة إكسون موبيل الذي أخذه معالجوها إلى جميع أنحاء العالم لاستغلال قوة الفيروس، لكنهم لا يدفعون لها أبدًا مقابل ذلك. وبسبب غضبها، تلجأ فيوليت إلى جون نايك، الذي وعدها بمساعدتها على الانتقام من إكسون موبيل. وفي المقابل، طالب جون فيوليت باختطاف كيت، ابنة جينفر الحكومية، بهدف استخدامها كوسيلة لردع تحقيق جينفر.
تم طرد هاك نايك من العمل وأسس مجموعة ناشطة مناهضة للشركات من أجل الانتقام من جون نايك. تنجح حكومة هاك وجينفر في إنقاذ كيت واعتقال جون.

## التبني لفيلم
اختار باري حقوق فيلم حكومة جينيفر إلى القسم 8، وهي شركة إنتاج يملكها ستيفن سودربرغ وجورج كلوني في وقت مبكر من حياة الكتاب. في عام 2005، تم اختيار لويس ملس وديف سينتو، مؤلفي فيلم وحش مثير، من قبل كلوني وسودربرغ لكتابة السيناريو. ومع ذلك، ومع إغلاق القسم 8 في عام 2006، عادت حقوق الفيلم إلى باري.

## روابط خارجية
- صفحة جينيفر الحكومية لماكس باري
- حكومة جينيفر: موقع الدول القومية
- Jennifer Government  في قاعدة بيانات الأفلام على الإنترنت (بالإنجليزية)